# Rhyssemus bufonis
Rhyssemus bufonis är en skalbaggsart som beskrevs av Antoine Boucomont 1935. Rhyssemus bufonis ingår i släktet Rhyssemus och familjen Aphodiidae. Inga underarter finns listade i Catalogue of Life.